# Marcus Siepen
Marcus Siepen (Krefeld, 8 settembre 1968) è un chitarrista tedesco, il chitarrista ritmico della band power metal Blind Guardian.

## Carriera
Marcus conobbe gli altri membri dei Blind Guardian frequentando la loro stessa scuola e accettò, fin dal 1985, anno della loro formazione, di unirsi al nascente gruppo, sostituendo il chitarrista Markus Dörk che aveva abbandonato la band poco dopo le prime demo del gruppo unitosi sotto l'insegna di Lucifer's Heritage. Marcus ha praticamente subito occupato il ruolo di chitarra accompagnatrice (o seconda chitarra), mettendosi in luce però anche per alcuni assoli molto tecnici.
Attualmente Marcus è divorziato e ha un figlio maschio.
Oltre a lavorare con la propria band, ha di recente ripreso la sua antica passione, cioè l'insegnamento chitarristico, difatti si diletta a impartire lezioni di chitarra online su siti specializzati.
Gestisce un blog sul suo sito ufficiale.

## Curiosità
- Nel settembre 2004 Marcus si è rotto una gamba facendo skateboard (lo skateboard è finito nel maggio 2008 all'asta su eBay).
- Marcus è da sempre un grande appassionato di chitarre Les Paul Gibson, che predilige di fronte a qualsiasi altro brand chitarristico.
- Prima di essere un endorser Gibson, Marcus era solito suonare chitarre ESP che poi ha venduto nell'anno 2004.

## Equipaggiamento
- Chitarre
  - Gibson Les Paul, di svariati colori e modelli.
- Amplificatore
  - Testata valvolare MESA Boogie Triple Rectifier a 2 canali
- Cassa
  - Rectocab Mesa Rectifier
- Effetti
  - Rocktron Intellifex
  - Rocktron Midimate
- Preamp
  - Mesa Boogie Rectifier Recording Preamp